# Dulacia cyanocarpa
Dulacia cyanocarpa är en tvåhjärtbladig växtart som beskrevs av Herman Otto Sleumer. Dulacia cyanocarpa ingår i släktet Dulacia och familjen Olacaceae. Inga underarter finns listade i Catalogue of Life.